# Morgan Gould
Morgan Leonard Gould (Soweto, 23 maart 1983) is een Zuid-Afrikaans voormalig voetballer die doorgaans speelde als centrale verdediger. Tussen 2001 en 2021 was hij actief voor Jomo Cosmos, Supersport United, Kaizer Chiefs, opnieuw Supersport United, Stellenbosch en Sekhukhune United. Gould maakte in 2009 zijn debuut in het Zuid-Afrikaans voetbalelftal en kwam uiteindelijk tot eenendertig interlandoptredens.

## Clubcarrière
Vanaf 2001 speelde Gould, die toen slechts achttien was, voor Jomo Cosmos. Zeven jaar later verkaste de centrumverdediger naar Supersport United. Aldaar kwam hij op een haar na niet tot de honderd competitiewedstrijden en hij scoorde vijftien maal in vier seizoenen. In 2012 maakte Gould de overstap naar Kaizer Chiefs, dat ook mede-international Siboniso Gaxa aangetrokken had. In het seizoen 2012/13 miste hij veel duels door een achillespees- en knieblessure, waardoor hij slechts negen duels speelde. In 2016 keerde Gould terug naar Supersport United. In januari 2018 verlengde Gould zijn verbintenis bij Supersport tot medio 2019. Tussen 2019 en 2020 was Gould actief voor Stellenbosch. Nadat hij die club verlaten had, tekende hij in november 2020 voor Sekhukhune United. In de zomer van 2020 besloot Gould op zevenendertigjarige leeftijd een punt te zetten achter zijn actieve loopbaan.

## Interlandcarrière
Gould debuteerde in het Zuid-Afrikaans voetbalelftal op 27 januari 2009. Op die dag werd een vriendschappelijke wedstrijd tegen Zambia met 1–0 gewonnen door een goal van Teko Modise. De verdediger mocht van bondscoach Joel Santana het gehele duel meespelen. Hij vormde een centraal duo achterin met Bongani Khumalo. Zijn eerste doelpunt maakte hij op 9 juni 2012, toen met 1–1 gelijkgespeeld werd bij Botswana. Gould opende tijdens dit duel de score.

## Erelijst
| Competitie            |                   |                   |                   |                   |
| Competitie            | Aantal            | Jaren             |                   |                   |
| Supersport United     | Supersport United | Supersport United | Supersport United | Supersport United |
| --------------------- | ----------------- | ----------------- | ----------------- | ----------------- |
| Premier Soccer League | 2                 | 2008/09, 2009/10  |                   |                   |
| Nedbank Cup           | 1                 | 2011/12           |                   |                   |
| Kaizer Chiefs         |                   |                   |                   |                   |
| Premier Soccer League | 2                 | 2012/13, 2014/15  |                   |                   |
| Nedbank Cup           | 1                 | 2012/13           |                   |                   |
| MTN 8                 | 1                 | 2014/15           |                   |                   |